# Ireo
Ireo (griechisch Ηραίο (n. sg.) auch häufig als Ireon bezeichnet von veraltet Ηραίον) ist ein Dorf im Süden der griechischen Insel Samos und nach dem nahegelegenen antiken Heiligtum und UNESCO-Welterbe Heraion von Samos benannt. Ireo ist seit 2010 Teil der Ortsgemeinschaft Pagondas.
Ireo diente einst den Bewohnern des unweit in den Bergen liegenden Dorfes Pagondas als Fischersiedlung. Nach einer großzügigen Erweiterung des Dorfes mit rastermäßig angelegten Straßen und Plätzen ist der Ort heute im Sommerhalbjahr überwiegend vom Tourismus mit entsprechender Infrastruktur geprägt. Ireo besitzt mehrere Sand-Kiesstrände, die auch von vielen Einheimischen aufgesucht werden.

## Lage
Ireo liegt im äußersten Südwesten der Ebene von Chora am Übergang zu Ausläufern des Ambelos-Gebirges direkt am Golf von Pythagorio, etwa sechs Kilometer südwestlich von Pythagorio. Die nächstgelegenen Dörfer sind Myli etwa drei Kilometer nordwestlich und Pagondas fünf Kilometer nordwestlich zu dem es auch verwaltungstechnisch gehört. Der Flughafen von Samos liegt nordöstlich, die Entfernung beträgt etwa fünf Kilometer. Die Entfernung zur Stadt Samos beträgt rund 20 Straßenkilometer.
Rund 700 Meter südlich vom Ortsende befindet sich die kleine und felsige Strandbucht Pappa Beach. Sie ist touristisch erschlossen und gehört zu den schönsten der Insel.

## Sehenswürdigkeiten
Bedeutendste Sehenswürdigkeit des Ortes ist das Weltkulturerbe Heraion von Samos etwa einen Kilometer östlich vom Ortszentrum entfernt.
Der 1577 erbaute Sarakinis Turm (Πύργος Σαρακίνη) ist ein Zeugnis aus der Zeit der Wiederbesiedelung von Samos in der zweiten Hälfte des 16. Jahrhunderts. Den dreigeschossigen Wohnturm ließ Nikolaos Sarakinis etwa 1,5 km von der Küste entfernt errichten. Sarakinis wurde für seine Dienste als Kapitän von Kilic Ali Pascha mit Grundbesitz entlohnt. Heute ist der Turm im Besitz des  Johannesklosters von Patmos.
Seit 2014 ist ein Schifffahrtsmuseum in Bau, das die Schifffahrt und den Bootsbau in der Antike mit historischen Hintergrund der Insel Samos beinhaltet.

## Wirtschaft
Trotz der Lage am Rande der fruchtbaren Ebene von Chora ist die Landwirtschaft für die Einwohner unbedeutend. Der Ort besitzt einen kleinen Fischereihafen, der noch von einigen Fischern benutzt wird. Ireo ist heute überwiegend ein Urlauber- und Touristenort mit einer Reihe von Pensionen, kleinen Hotels, Tavernen und Bars.
Einwohnerentwicklung von Ireo
| 1940 | 1951 | 1961 | 1971 | 1981 | 1991 | 2001 | 2011 |
| ---- | ---- | ---- | ---- | ---- | ---- | ---- | ---- |
| 061  | 099  | 122  | 102  | 210  | 417  | 495  | 849  |

## Bilder

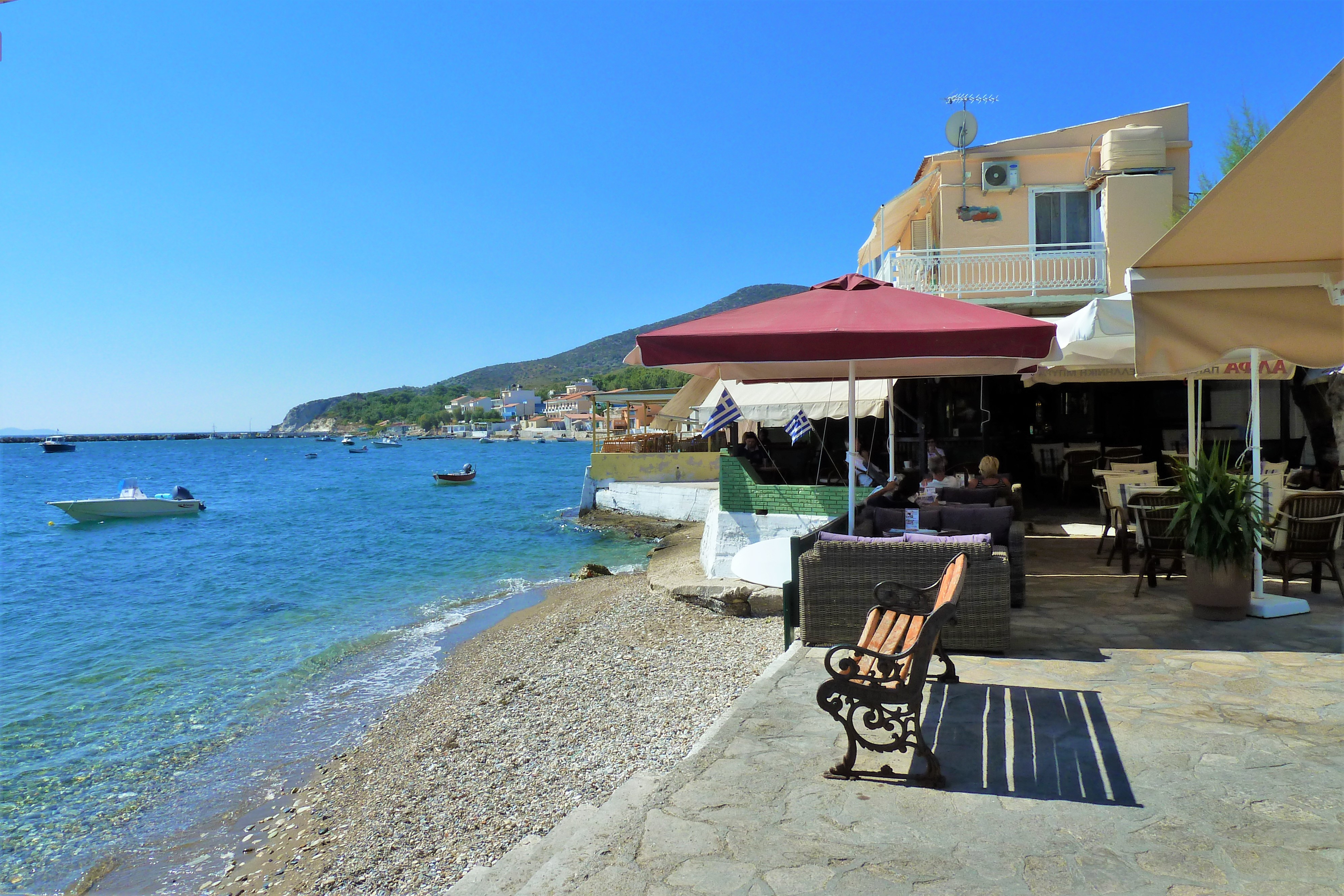
Bars und Tavernen direkt am Meer
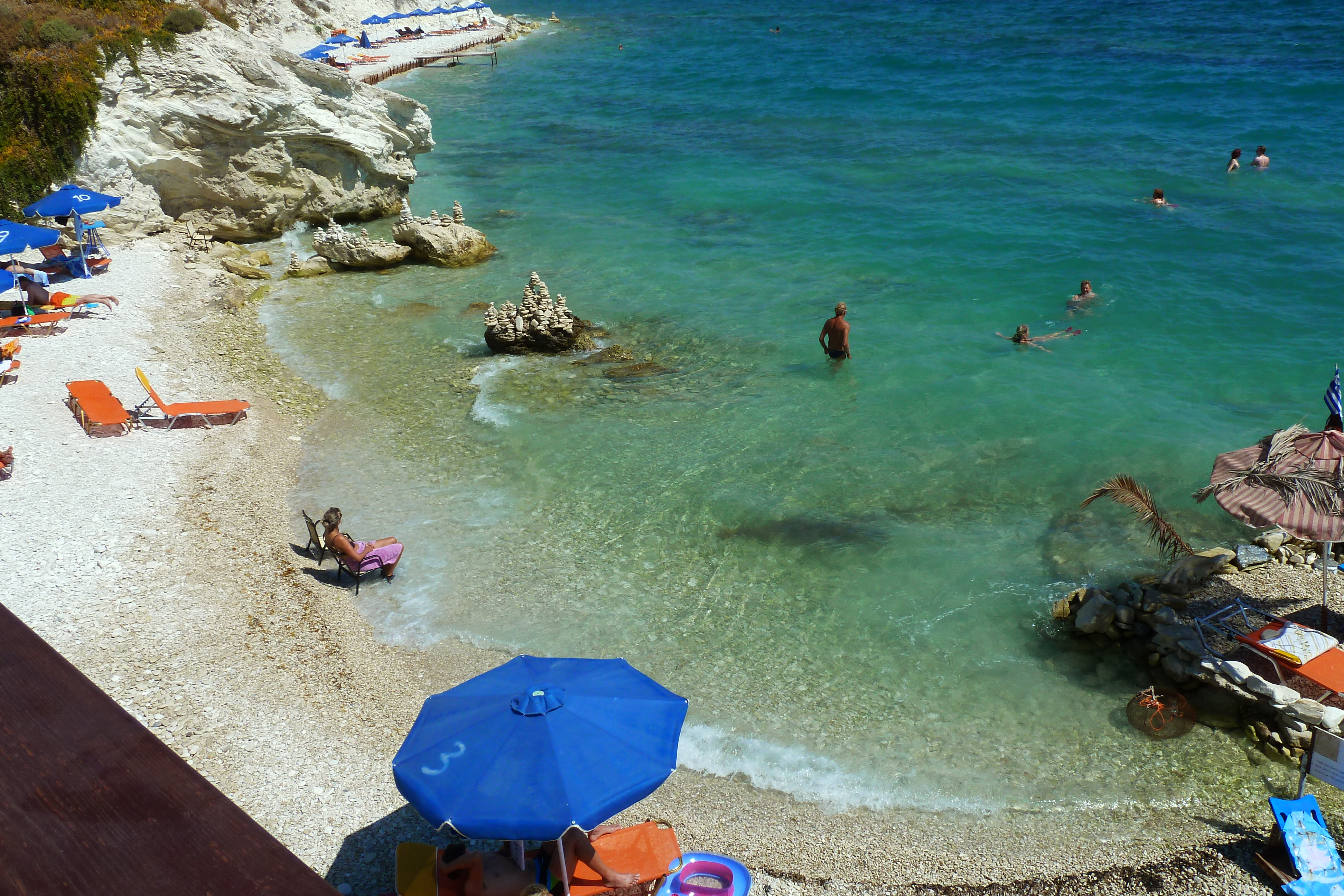
Pappa Beach
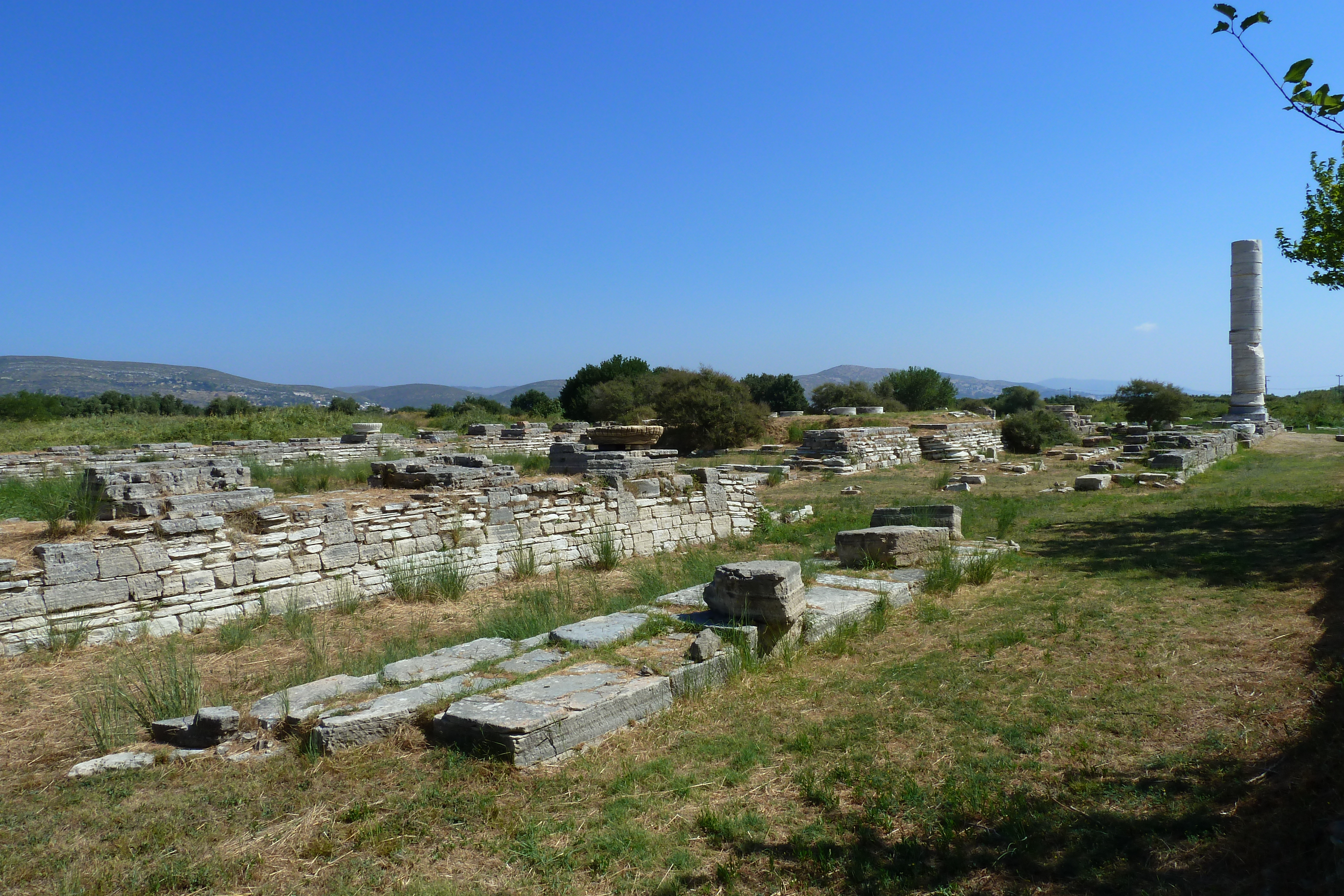
Heraion von Samos
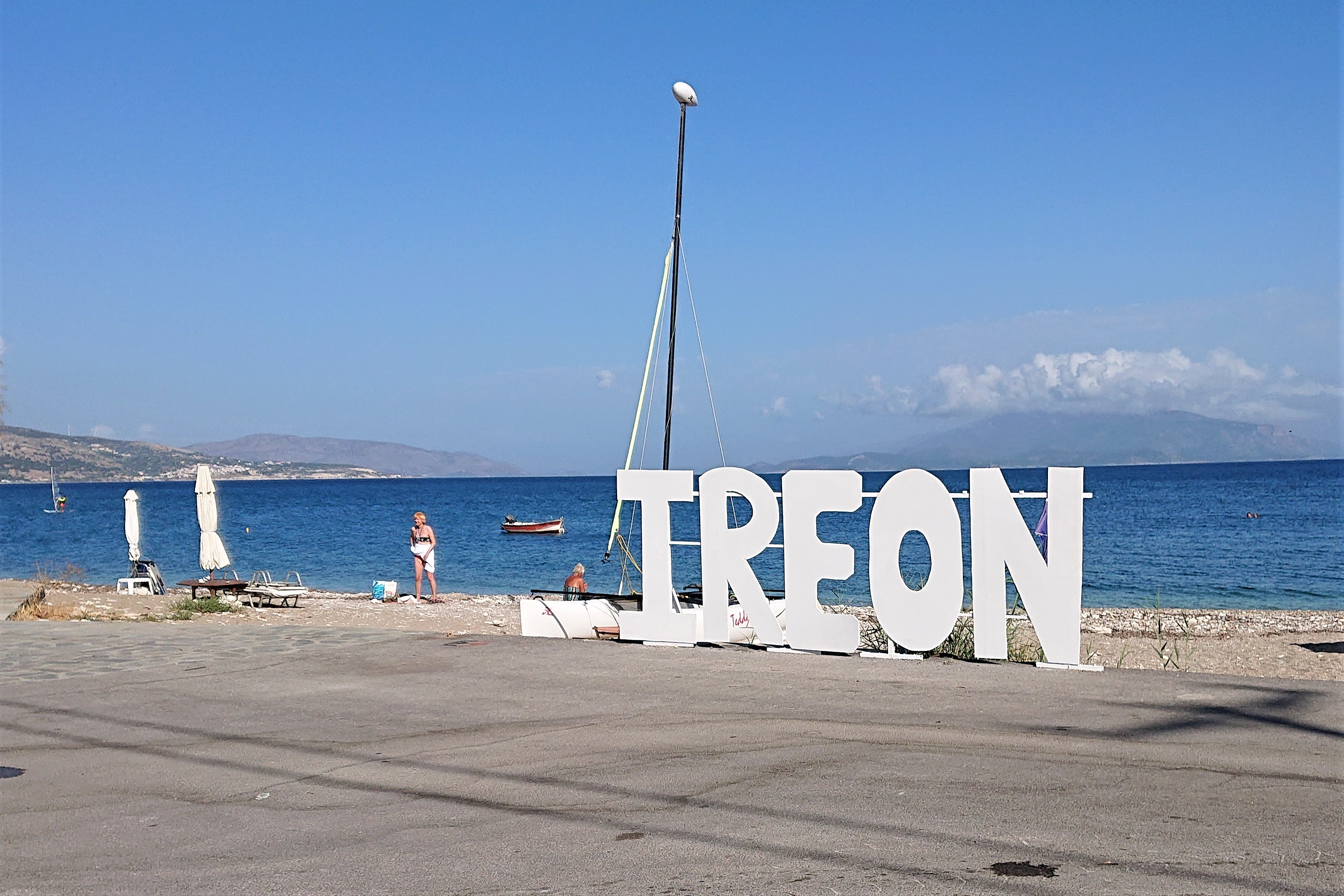
Mittlerer Ortsstrand
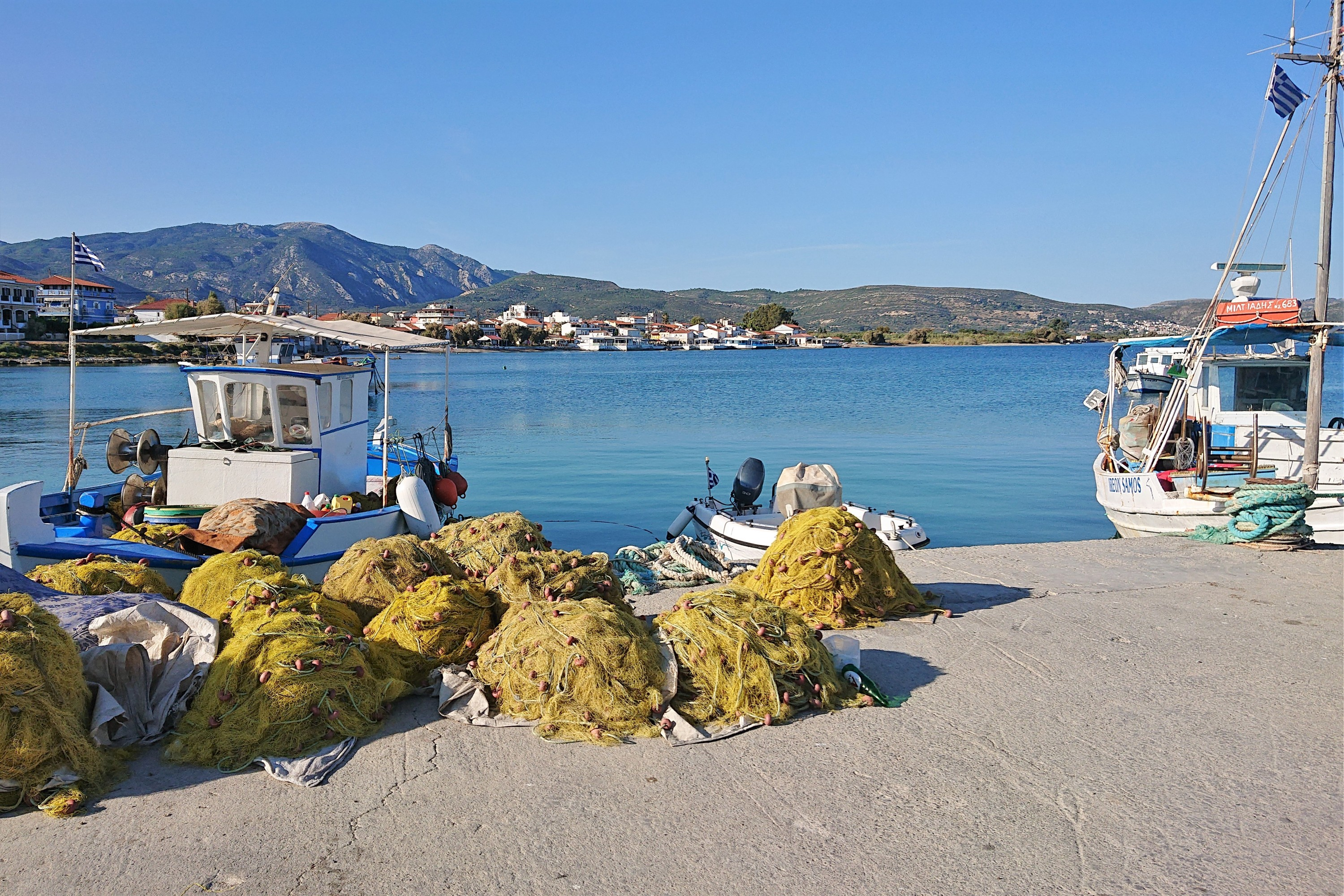
Blick vom Fischereihafen auf Ireo
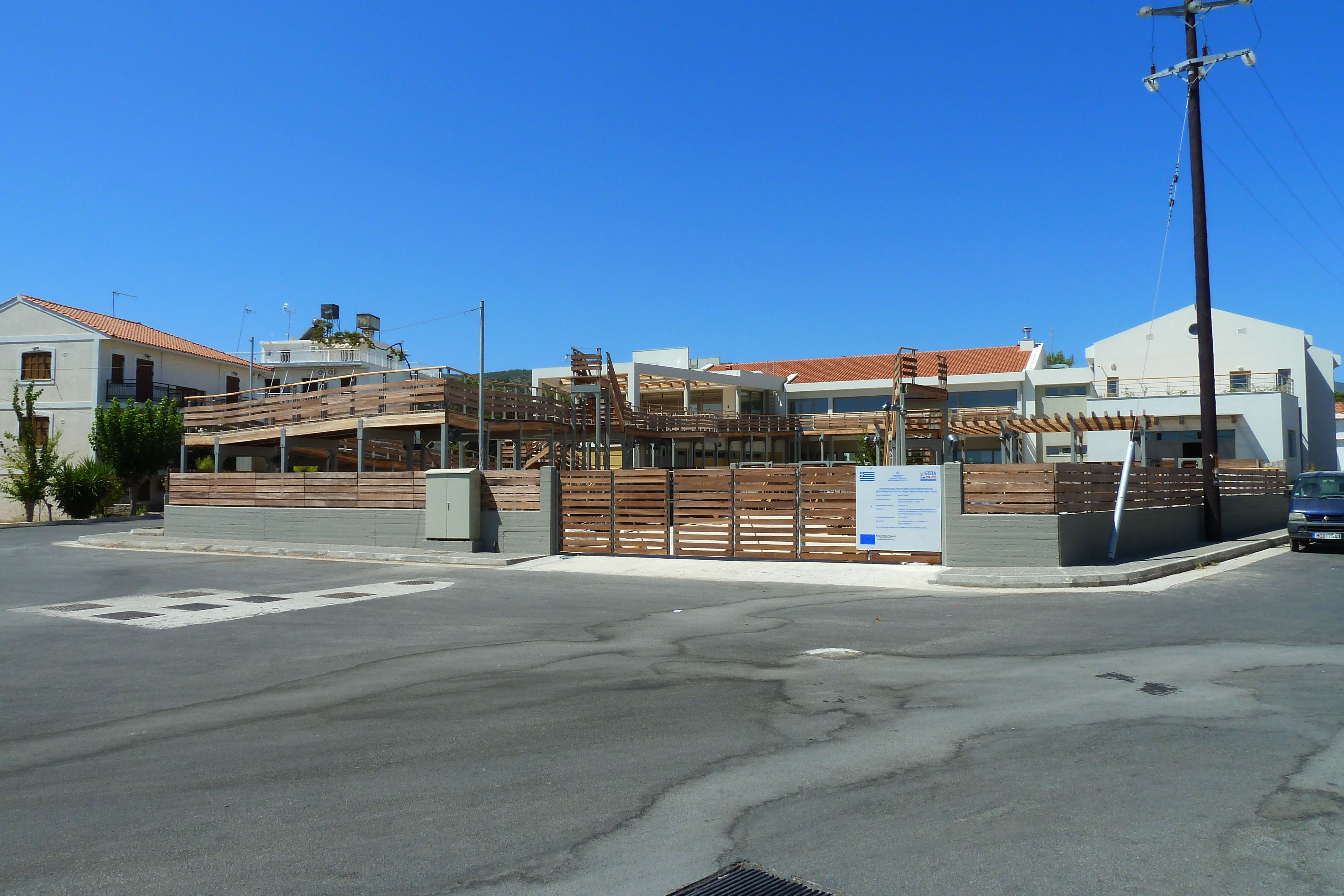
Schifffahrtsmuseum 2017
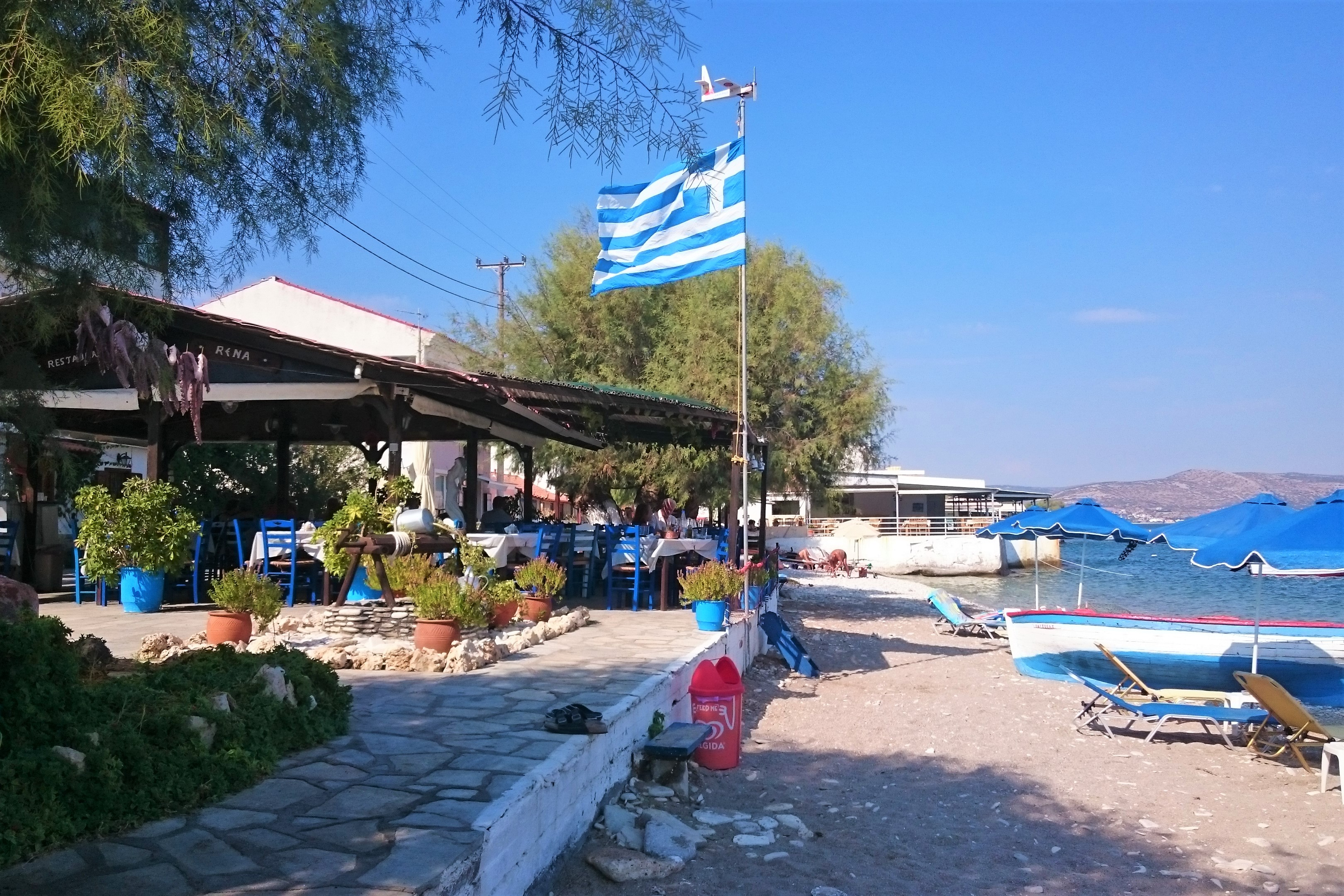
Tavernen am Strand